# Tetrix ceperoi
Tetrix ceperoi är en insektsart som först beskrevs av Bolívar, I. 1887.  Tetrix ceperoi ingår i släktet Tetrix och familjen torngräshoppor.

## Underarter
Arten delas in i följande underarter:
- T. c. ceperoi
- T. c. balcanicus
- T. c. chinensis
- T. c. brachyptera

## Bildgalleri

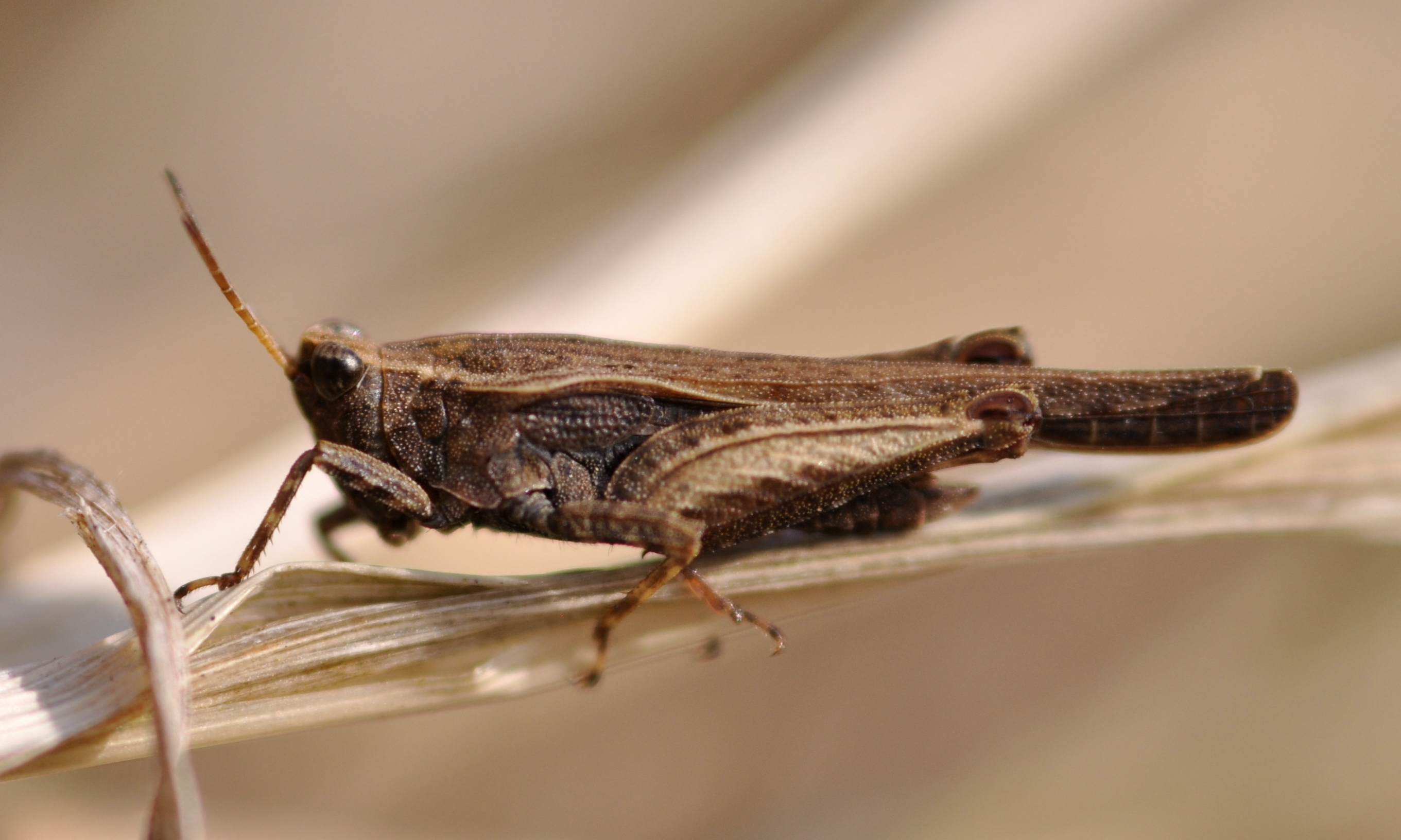